# Henri Tourtet
Henri Tourtet (Montélimar, 21 juillet 1899 - Mort pour la France à Saint-Georges-de-Didonne le 15 avril 1945), est un militaire français, Compagnon de la Libération. Vétéran de la Première Guerre mondiale, il poursuit ensuite sa carrière militaire en Afrique et participe notamment à la guerre du Rif. Lors de la Seconde Guerre mondiale, après avoir participé à la bataille de France, sa sympathie pour le gaullisme lui vaut d'être surveillé par l'État français et envoyé en Martinique pour y être cantonné à des tâches subalternes. Il prend cependant la tête d'une révolte qui contribue au ralliement de l'île à la France libre. De retour en métropole à la tête d'un bataillon qu'il a créé, il est tué lors des combats pour la réduction de la poche de Royan.

## Biographie

### Jeunesse et engagement
Henri Tourtet naît le 21 juillet 1899 à Montélimar, dans la Drôme. Fils d'officier, il passe sa scolarité à l'école des enfants de troupe de Montreuil dans le Pas-de-Calais.

### Première Guerre mondiale
Son père et son frère aîné sont tués sur le front en 1916. Il décide alors de s'engager et est affecté en mars 1917 au 23e régiment d'Infanterie. Participant aux batailles du Bataille du Chemin des Dames et de l'Aisne, il est promu caporal en janvier 1918 et sergent le mois suivant. Le 18 juillet de la même année, il est blessé par balle à Ancienville.

### Entre-deux-guerres
En 1920, il devient sous-lieutenant après avoir suivi les cours de l'école de l'infanterie de Saint-Maixent. Affecté au 6e régiment d'infanterie coloniale, il part en Afrique-Équatoriale française et est muté en 1922 au 14e régiment de tirailleurs sénégalais puis au régiment de tirailleurs sénégalais du Tchad. Il est promu lieutenant en octobre 1923 et part pour le Maroc où il est affecté au régiment d'infanterie coloniale du Maroc avant de passer au 8e régiment de tirailleurs coloniaux.
En 1925, affecté au 13e régiment de tirailleurs sénégalais (13e RTS), il participe à la guerre du Rif où il se distingue à la tête de sa section. Par la suite, au sein du 7e régiment de tirailleurs sénégalais puis à nouveau du 13e RTS, il parcourt l'Algérie, le Sénégal et la Guinée. Il est promu capitaine en juin 1931 et retrouve la métropole en 1938 lorsqu'il est muté au 1er régiment d'infanterie coloniale.

### Seconde Guerre mondiale
L'année suivante, il sert au 57e régiment d'infanterie coloniale au moment du déclenchement de la Seconde Guerre mondiale. Il participe à la bataille de France et est blessé par des éclats d'obus le 11 juin 1940 à Versigny. Il refuse cependant d'être évacué et remplace même son chef de bataillon tué au combat. Après l'armistice du 22 juin 1940, il est affecté à Fréjus mais supporte mal l'installation du régime de Vichy. Refusant de prêter serment au maréchal Pétain, son insubordination lui vaut d'être muté en Martinique où il exerce la fonction de substitut du juge d'instruction du tribunal militaire de Fort-de-France. Promu chef de bataillon en septembre 1941, il est envoyé en Guyane en décembre mais rappelé dès le mois suivant à Fort-de-France sur ordre de l'amiral Robert, gouverneur des Antilles et vichyste convaincu qui compte bien surveiller le gaulliste Tourtet.
Il reste alors près de deux ans sans commandement et occupé à des tâches subalternes. Cependant la population martiniquaise favorable au gaullisme supporte de moins en moins le joug des autorités vichystes et crée un comité de libération le 18 juin 1943. Le 27 juin suivant, à Balata (camp militaire), une compagnie de soldats se mutine et réclame pour chef le commandant Tourtet. Celui-ci accepte alors de prendre la tête des mutins avec lesquels il s'empare du fort Desaix dans lequel il se barricade et annonce par radio le ralliement de l'île à la France combattante. Devant ce coup d'éclat, les troupes de l'amiral Robert se rendent sans combattre et quelques jours plus tard, Henri Hoppenot, représentant du comité français de libération nationale, devient gouverneur de l'île.
Promu lieutenant-colonel en décembre 1943, Henri Tourtet forme et commande le 5e bataillon de marche antillais (BMA5). À la tête de cette unité, il part pour l'Afrique du Nord puis gagne la métropole où il prend part aux combats de Libération de la France. En avril 1945, le BMA5 est présent sur la côte Atlantique où il est engagé dans les opérations de réduction de la poche de Royan. Ayant reçu, le 15 avril, l'ordre de s'emparer en 48 heures du village de Saint-Georges-de-Didonne, il s'acquitte de sa tâche en seulement quelques heures. Alors qu'il inspecte les lieux et s'avance à la sortie du bourg pour observer les lignes allemandes, il est tué par une rafale de mitrailleuse. Il est inhumé à la nécropole nationale de Rétaud.

## Décorations
|  |  |  |  |  |  |
|  |  |  |  |  |  |
|  |  |  |  |  |  |
|  |  |  |  |  |  |
|  |  |  |  |  |  |

| Officier de la Légion d'honneur          | Officier de la Légion d'honneur          | Compagnon de la Libération                           | Compagnon de la Libération                           | Croix de guerre 1914-1918                                            | Croix de guerre 1914-1918                                            |
| Croix de guerre 1939-1945                | Croix de guerre 1939-1945                | Croix de guerre des Théâtres d'opérations extérieurs | Croix de guerre des Théâtres d'opérations extérieurs | Médaille de la Résistance française Avec rosette                     | Médaille de la Résistance française Avec rosette                     |
| Croix du combattant volontaire           | Croix du combattant volontaire           | Croix du combattant                                  | Croix du combattant                                  | Médaille coloniale                                                   | Médaille coloniale                                                   |
| Médaille interalliée de la Victoire      | Médaille interalliée de la Victoire      | Médaille commémorative de la guerre 1914-1918        | Médaille commémorative de la guerre 1914-1918        | Médaille commémorative des services volontaires dans la France libre | Médaille commémorative des services volontaires dans la France libre |
| Medalla de la Paz de Marruecos (Espagne) | Medalla de la Paz de Marruecos (Espagne) | Medalla de la Paz de Marruecos (Espagne)             | Chevalier de l'Ordre de l'Étoile noire (Bénin)       | Chevalier de l'Ordre de l'Étoile noire (Bénin)                       | Chevalier de l'Ordre de l'Étoile noire (Bénin)                       |

## Hommages
- À Montélimar et au Vésinet, son nom est inscrit sur les monuments aux morts communaux[5],[6].
- À Saint-Georges-de-Didonne, une avenue a été baptisée en son honneur[7],[8]. À l'entrée de celle-ci, son nom figure sur la stèle commémorative de la libération d'avril 1945[7].
- À Fort-de-France, camp de Balata-Tourtet